# Paul Bushart
Paul Bushart (* 17. Januar 1880 in Epfendorf; † 2. Oktober 1967 in Ulm) war ein württembergischer Oberamtmann und Landrat.

## Leben
Bushart, Sohn eines Landwirts und Bürgermeisters sowie katholischer Konfession, studierte Rechtswissenschaft in Tübingen. Er legte 1904 die erste und 1906 die zweite höhere Dienstprüfung ab. 
Er trat 1906 in die württembergische Innenverwaltung ein. Er leitete von 1924 bis 1938 das Oberamt Horb, zunächst als Oberamtmann und seit 1928 als Landrat. Zum 1. Mai 1933 trat er der NSDAP bei (Mitgliedsnummer 3.578.594). Ab 1938 war er bei Ministerialabteilung für Bezirks- und Körperschaftsverwaltung als Hauptberichterstatter des Geschäftsteils VII (Bürgermeister, Beigeordnete, Gemeinderäte) tätig. 1941 wurde er dort Oberregierungsrat. Nachdem er seit Mitte 1942 krankheitshalber beurlaubt war, erfolgte 1944 auf Antrag die vorzeitige Zurruhesetzung.